# No Innocent Victim
A No Innocent Victim keresztény jellegű amerikai hardcore punk/metalcore együttes volt 1992 és 2017 között. Pályafutásuk alatt több albumot is piacra dobtak. Korábban is feloszlottak már, 2002-ben. 2004-től 2017-ig újból működtek.

## Tagjai
- Jason Moody - éneklés (1992-2017)
- Tim Mason - gitár (2000-2017)
- Dave Quiggle - gitár (2005-2017)
- Neil Hartman - basszusgitár (2005-2017)
- Jason Dunn - dobok (1996-2017)

## Diszkográfia
- Demo (1993)
- Strength (nagylemez, 1996)
- No Compromise (nagylemez, 1997)
- No Innocent Victim / Phanatik split lemez (pontos cím ismeretlen, 1998)
- Untitled Tolerance Records (válogatáslemez, 1998)
- The Crazy Engler Brothers EP (1999)
- Flesh and Blood (nagylemez, 1999)
- Tipping the Scales (nagylemez, 2001)
- To Burn Again (2005)